# Georg Andreas Agricola

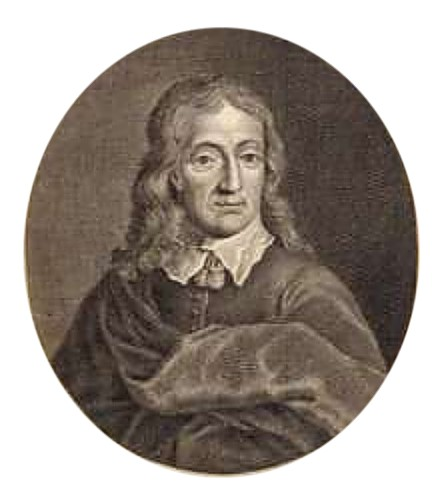
Georg Andreas Agricola

Georg Andreas Agricola, auch Georgio Andrea Agricola oder Georg Andreas Bauer (* 22. Mai 1670 in Regensburg; † 1738) war ein deutscher Arzt, Naturwissenschaftler und Botaniker.

## Leben und Wirken
Agricola galt als fähiger Wissenschaftler, mit Studienorten in Wittenberg und Halle / Saale. 
Er beschäftigte sich mit dem Schnitt und der Pfropfung von Pflanzen. Er gab wertvolle Hinweise zur Zucht von Pflanzen aus Teilen von Wurzeln oder Zweigen durch vegetative Vermehrung. Er entwickelte ein Verfahren, verschiedene Sorten einer Obstgattung auf einen Baum einer Sorte zu pfropfen, so dass dieser Baum verschiedene Obstsorten trug. Sein Buch über die Pfropfung wurde unter Gärtnern und Botanikern so gut aufgenommen, dass es umgehend nach seinem Erscheinen ins Niederländische, Französische und Englische übersetzt wurde. Es galt noch für Jahrzehnte als Standardwerk zur Obstbaumzucht.

## Ehrungen
Am 11. Januar 1699 wurde Agricola zum Mitglied („Fellow“) der Royal Society gewählt.

## Schriften (Auswahl)
- Neu- und nie erhörter doch in der Natur und Vernunfft wohlgegründeter Versuch der Universal-Vermehrung aller Bäume, Stauden, und Blumen-Gewächse. 2 Bände, Regensburg 1716–1717 (Band 1, Band 2).
  - A Philosophical Treatise of Husbandry and Gardening: Being A New Method of Cultivating and Increasing all sorts of Trees, Shrubs, and Flowers. E. Curll, London [1716]—1717 (Digitalisat) – Übersetzt durch Richard Bradley.
  - Nieuwe en ongehoorde dog in de natuur welgegronde queek-konst van boomen, heesters en bloemgewassen, ofte derselver algemeene vermeerdering. 2 Teile, Pieter de Coup, Amsterdam 1719 (Teil 1, Teil 2).
  - L’agriculture parfaite, ou nouvelle decouvert, touchant la culture & la multiplication des arbres, des arbustes, et des fleurs. 2 Teile, Pieter de Coup, Amsterdam 1720 (Digitalisat).